# Richard Smith (Politiker)
Richard Smith (* 22. März 1735 in Burlington, Provinz New Jersey; † 17. September 1803 bei Natchez, Mississippi-Territorium) war ein US-amerikanischer Politiker. Zwischen 1774 und 1776 war er Delegierter für New Jersey im Kontinentalkongress.

## Werdegang
Richard Smith wurde in Quäkerschulen unterrichtet. Nach einem anschließenden Jurastudium und seiner 1762 erfolgten Zulassung als Rechtsanwalt arbeitete er in Philadelphia und später in Burlington in diesem Beruf. Ab 1762 war er auch als County Clerk für die Bezirksverwaltung des Burlington County tätig. In den 1770er Jahren schloss er sich der Revolutionsbewegung an. Zwischen 1774 und 1776 vertrat er New Jersey im Kontinentalkongress. 1776 gehörte er dem Staatsrat (State Council) von New Jersey an. In den Jahren 1776 und 1777 war er als Nachfolger seines verstorbenen Bruders Finanzminister (Treasurer) seines Staates. Danach praktizierte er wieder als Anwalt. Im Jahr 1790 zog er nach Laurens im Staat New York, wo er sein Anwesen Smith Hall erbaute. 1799 zog er nach Philadelphia. Im Jahr 1803 unternahm Richard Smith eine Reise in die Südstaaten. Dabei erkrankte er tödlich. Er starb am 17. September jenes Jahres nahe Natchez im heutigen Mississippi, wo er auch beigesetzt wurde.